# Суфле д’аморе
„Суфле д’аморе“ е български телевизионен игрален филм (комедия, романтичен) от 2006 година на режисьора Пламен Панев, по сценарий на Илиян Симеонов. Оператор е Иван Варимезов. Музиката във филма е композирана от Петко Манчев. Художник на постановката е Брайко Брайков.
Филмът е продукция на БНТ.

## Актьорски състав
Роли във филма изпълняват актьорите:
- Димитър Рачков – Митака
- Ирини Жамбонас – Нели
- Александър Дойнов – собственикът
- Антоанета Добрева – Нети – Албена
- Мирослав Пашов – г-н Михайлов
- Михаил Лазаров – мъжът
- Дони

В епизодите:
- Атанас Атанасов
- Георги Керменски
- Христина Брайкова
- Таня Щилянова
- Рая Вецкова
- Иван Григоров
- Блажо Николич
- Цветодар Марков
- Ценко Минкин